# Tatsuo Hori
Tatsuo Hori (en japonès 堀 辰雄, Hori Tatsuo, Tòquio, 28 de desembre de 1904 – 28 de maig de 1953) va ser un escriptor, poeta i traductor japonès del període Shöwa que va pertànyer a la generació Shin Kangaku-Ha.

## Biografia

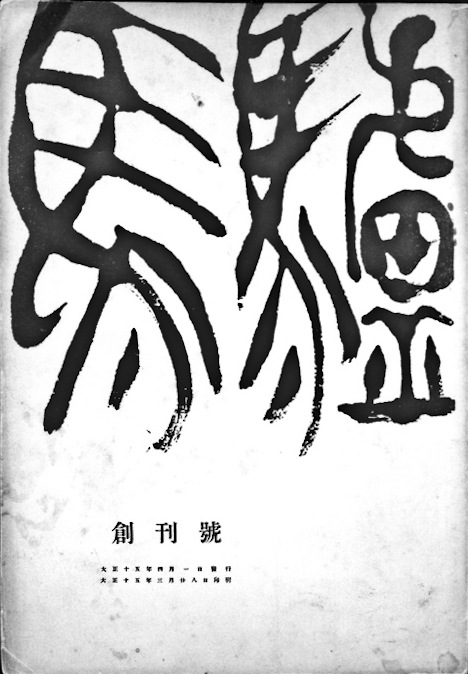
Coberta del primer exemplar de Roba (1926), revista per la qual va treballar Hori.

### Joventut
Hori va néixer a Tòquio i es va llicenciar a la Universitat de Tòquio. Mentre hi estudiava durant els anys 1930 va contribuir en les traduccions de poetes francesos moderns (com Marcel Proust) en una revista literària anomenada Roba, que en aquell moment estava patrocinada pel també poeta japonès Murō Saisei i en què també treballava Nakano Shigeharu. Aquesta tasca de traducció el va influenciar notablement a l'hora de desenvolupar una prosa amb un corrent de consciència cap a l'allargament de les frases.
En aquesta etapa de la seva vida es va convertir en deixeble i amic de Ryūnosuke Akutagawa, alhora que les seves primeres passes com a escriptor exhibien una atracció cap al moviment literari del proletariat. Posteriorment, la seva literatura va passar a reflectir una tendència més propera al modernisme.

### Trajectòria literària
Hori va escriure diverses novel·les curtes i poemes amb trames sovint ubicades en entorns oberts com ara sanatoris de muntanya de la Prefectura de Nagano i en què els protagonistes són persones afectades per la tuberculosi. Són obres que es caracteritzen per evocar la malenconia vers la mort, i que reflecteixen la seva batalla al llarg de la vida contra aquesta malaltia, que descriu com un fenomen antiestètic.
El seu estil es basava en una narrativa tradicional, un lirisme captivador i un impressionisme delicat. Excepte la novel·la Naoko, que té una trama ben definida, la resta d'obres presenten unes denotacions i reflexions impressionistes que representen el subtil flux de la vida i els matisos de color dels paisatges. La descripció de la natura de Hori té similituds amb la de Yasunari Kawabata i Rieko Nakagawa: mai s'imposa, sinó que es mostra com a tendre i bucòlica i en què els sentiments dels personatges es desfan per mostrar la millor cara de l'espècie humana.
Destaca la seva petita col·lecció d'assajos poètics sentimentals sobre la Prefectura de Nara i els seus indrets històrics, Yamatoji. Més endavant va publicar Adashino, un romanç tràgic situat en el període Nara. Les seves descripcions d'aquest territori es van popularitzar per les autoritats turístiques de la zona. Karuizawa (Prefectura de Nagano), la ciutat on Hori va romandre durant la seva malaltia, va establir el Museu Memorial Commemoratiu Hori Tatsuo en honor seu. La seva tomba és a Tama Reien, un cementiri als afores de Tòquio.

## Obres destacades
- Sei Kazoku (聖家族, 1932)
- Utsukushii Mura (美しい村, 1933)
- Kaze Tachinu (El vent s'aixeca, 風立ちぬ, 1936–37)
- Kagerou Cap Nikki (かげろふの日記, 1937)
- Naoko (菜穂子, 1941)
- Arano (曠野, 1941)
- Younen Jidai (幼年時代, 1942)